# Uromyces acantholimonis
Uromyces acantholimonis är en svampart som beskrevs av Syd. & P. Syd. 1906. Uromyces acantholimonis ingår i släktet Uromyces och familjen Pucciniaceae.   Inga underarter finns listade i Catalogue of Life.